# Naomi Devil
Ördög Noémi, művésznevén Naomi Devil (Budapest, 1987. március 10. –) Budapesten és Bécsben alkotó, magyar kortárs festőművész és alkalmazott grafikus.

## Életrajz
Édesapja ágán művész, édesanyja oldalán matematikus családba született. Mindkét oldalról örökölt tehetséget, de a művészi érdeklődése mindig dominált. Nagyapja Ördögh László festőművész és édesapja, aki ipari formatervezői és ergonómusi tevékenysége mellett alkotó művész is, nagy hatást gyakoroltak rá. Gimnáziumban a 10. osztálytól magántanuló lett, és a két utolsó osztályt egy év alatt végezte el. Eközben a nyári hónapokban látogatta a Salzburgi Nemzetközi Nyári Művészeti Akadémia kurzusait, aminek hatására fellángolt a művészet iránti rajongása, és ez pályaválasztását eldöntötte. Salzburgban Caroline Broadhead, Rivka Rinn és Andrea Fogli voltak a professzorai. Tizenhét évesen érettségizett, és még abban az évben felvételt nyert Bécsben a Szépművészeti Akadémia festő szakára.

## Tanulmányai
A Bécsi Szépművészeti Akadémia festőművész szakán tanult 2004 és 2008 között, professzorai a művészpáros Adi Rosenblum és Markus Muntean (de), Elke Krystufek (de)és Ashley Hans Scheirl (de) voltak. A Bécsi Iparművészeti Egyetem alkalmazott grafika szakán Oliver Kartak professzor osztályában szerezte második diplomáját 2015-ben, emellett négy évig tanult építészetet a Bécsi Műszaki Egyetemen.

## Munkássága
A művész a design, építészet és képzőművészet területein szerzett készségeit, tapasztalatait építi be festészetébe. A kortárs mondanivaló mellett fontosnak tartja a technikai tudás fejlesztését. Hosszabb lélegzetű sorozatokat alkot, melyek valamilyen gondolati vagy technikai innovációból fakadnak. A különböző művészeti és történelmi korszakok párbeszéde foglalkoztatja. Nem csak kifejező eszközei tárházát gyarapítja a nagy elődök technikai fogásainak tanulmányozásával, hanem igyekszik azt a szellemiséget is megérteni, amivel alkottak. Célja a letűnt korok művészetről alkotott különböző felfogásának szintéziséből kiindulva és azt tovább fejlesztve megfogalmazni, mit jelent a művészet fogalma a 21. században.

## Különter(m)ekKiállítás a Műcsarnokban
2019 februárjában Különter(m)ek címmel harmadik alkalommal szervezett a Műcsarnok olyan csoportos kiállítást, amelyben termenként egy-egy művész állíthatta ki munkáit, a Műcsarnok egy-egy belső kurátorának válogatása és koncepciója szerint. A tárlat előzményei a 2016-os Frissen, illetve a 2018-as Kilenc műteremből című bemutatók.
A II. teremben Ördög Noémi, művésznevén Naomi Devil vászonra festett olajfestményeit mutatta be a Műcsarnok. A tárlatra döntően a 2017 utáni munkákból válogatott Rockenbauer Zoltán, a kiállítás kurátora, egy-egy képet felvillantva a művésznő korábbi korszakainak legfontosabb műveiből is. A kiállított alkotásokat a kompozícióban és a színhasználatban egyaránt intenzív vizualitás jellemezte. A korábbi popos, futurisztikus, illetve szürrealista festményeket követő korszak munkái többnyire a barokk és manierista festőkre emlékeztető módon zsúfoltak, de 2017-es sorozatán, barokkos képeinek mintegy ellenpontozásaként Ingres és Bougereau nőalakjait parafrazeálja a klasszicizálás jegyében letisztult terekben. Festői világa korábbi évszázadok reminiszcenciáira épül, de 21. századi, fiatalos életérzést jelenít meg.

## Megítélése
"Sajátos látásmódja, mellyel a fiatalokra, a fiatalok közösségére és kultúrájára, valamint az információs korra tekint, s melyet műveiben elénk tár, olyan új szemszöget nyit mindannyiunk számára jól ismert jelenségekre, hogy ezek sajátosságát szokásos kontextusukból kiragadva friss fényben látjuk." (Olivia Harrer)
"Nagyméretű vásznakon életnagyságú figurák és erős, sőt harsány színek. Szinte harsog az üzenetük. Ezeknek a lélegzetelállító képeknek alkotója egy fiatal hölgy, akinek törékenyen filigrán termete fordított arányban áll művészetének súlyával." (Astrid Killinger, Marbacher Zeitung)
"Szarkasztikus képi világa egyszer elgondolkodtat, máskor megnevettet. Minden jelenetben felbukkan egy-egy intelligensen kinyilatkoztatott vélemény, illetve a művész őszinte, tájékozott és őrült stílusa, melyekkel magához láncol minket." (Varga Dorottya, IBS művészeti manager)
"Az aranykort idéző festési módja és tárgya ikonikus és merész túllépés is a hagyományhoz képest. Deheroizálja hőseit, akiknek isteni és emberi méltósága átragyog a képeken, de valami fricska, ficam mindig található ebben a sejtelmes világban." (Abafáy-Deák Csillag, Irodalmi Centrifuga)
"Naomi Devil falakat tör át, és egybebont múltat és jelent. Egymásba ötvözi őket, elválaszthatatlanok. A művész lefokoz, földön jár, égbe tekint, nem menti saját lelkét, ördöggé lesz, ha kell." (Kölüs Lajos, Irodalmi Centrifuga)
"A szem elsőre nem képes átfogni a festmény minden részletét, be kell hogy barangolja a képmezőt. Mert az ördög a részletekben bújik meg, a legjobb értelemben is." (Rockenbauer Zoltán kurátor katalógus ajánlója)
"Naomi Devil festészete bennem összekapcsolódik a Vogue kifinomult világával. Sajátos képi kultúrája, technikai tudása és felvillanyozó színpalettája olyan izgalmas élmény, mint amit a kortárs divatfotó tud előhívni." (Hangyál Judit, Mücsarnok Blog)

## Elismerései
- 2021: MAOE Szakmai elismerés, Dante Univerzuma[18][19]
- 2020: Artfacts Performance Award, Berlin
- 2020: Roter Teppich für junge Kunst Vienna – Red Carpet Art Award, Szakmai elismerés[20]
- 2018: EGA Frauen Art Award Österreich, Vienna[21]
- 2017: VI. Víz és Élet Biennale, Mohács, Különdíj[22]
- 2017: Berufsvereinigung der bildenden Künstler Österreichs, Schloss Schönbrunn, Wien, II. díj a festészet kategóriában[23]
- 2017: LaFemme 50 Tehetséges Magyar Fiatal 2017[24]
- 2014: Roter Teppich für junge Kunst Vienna – Red Carpet Art Award, Szakmai elismerés
- 2006: Internationale Sommerakademie für Bildende Kunst Salzburg ösztöndíja[25]